# Bulbophyllum flexuosum
Bulbophyllum flexuosum är en orkidéart som beskrevs av Rudolf Schlechter. Bulbophyllum flexuosum ingår i släktet Bulbophyllum och familjen orkidéer. Inga underarter finns listade i Catalogue of Life.